# Воєнні злочини Вермахту

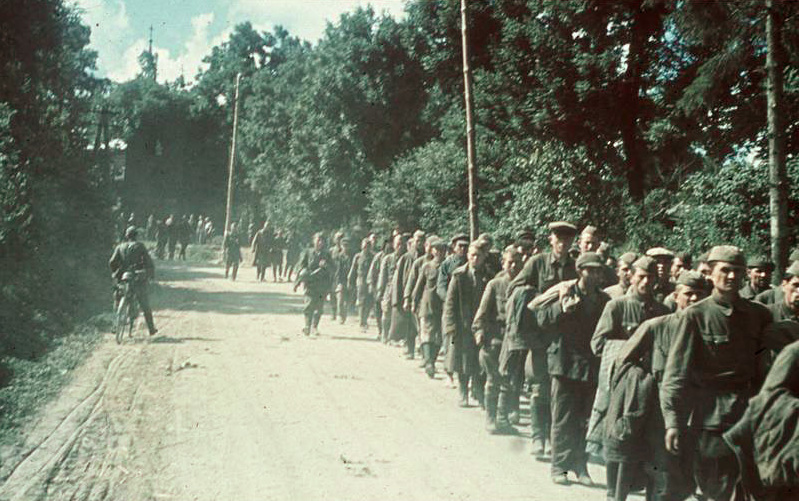
Радянських військовополонених часто піддавали примусовим маршам без достатньої кількості їжі та води і часто розстрілювали.

Під час Другої світової війни німецький вермахт (об'єднані збройні сили - геєра, кригсмаріне та люфтваффе) вчиняли систематичні воєнні злочини, зокрема масові вбивства, масові зґвалтування, мародерство, експлуатацію примусової праці, вбивство трьох мільйонів радянських військовополонених, а також брали участь у знищенні євреїв. Хоча власні сили СС нацистської партії (зокрема, СС-Тотенкопфвербанди, айнзацгрупи та Ваффен-СС) були організацією, найбільш відповідальною за геноцидні вбивства під час Голокосту, регулярні збройні сили Вермахту скоїли чимало власних воєнних злочинів (а також допомагали СС у їх скоєнні), особливо на Східному фронті.
Оцінки відсотка солдатів Вермахту, які скоїли воєнні злочини, дуже різняться - від однозначних цифр до переважної більшості. Історики Алекс Джей Кей і Девід Стахель стверджують, що, враховуючи такі злочини, як зґвалтування, рабство, безглузде руйнування і мародерство на додаток до вбивств, "було б розумно зробити висновок, що значна більшість з десяти мільйонів солдатів Вермахту, які в той чи інший час брали участь у німецько-радянській війні, були залучені або були співучасниками злочинної поведінки".

## Створення Вермахту
Коли нацистська партія прийшла до влади, це віталося майже всім офіцерським корпусом Рейхсверу, оскільки нацисти підтримували Wiederwehrhaftmachung (ремілітаризацію) Німеччини, тотальну мілітаризацію німецького суспільства з метою забезпечення того, щоб Німеччина не програла наступну війну. Таким чином, і нацисти, і німецька армія хотіли бачити повністю мілітаризовану Volksgemeinschaft (народну громаду), яка була б очищена від уявних внутрішніх ворогів, таких як євреїв, які, на думку багатьох, "вдарили Німеччину в спину" в 1918 році. Вермахт був створений Адольфом Гітлером у 1935 році з прийняттям закону про загальну військову повинність. Він складався як з добровольців, так і з призовників.
Тому багато офіцерів охоче прийняли націонал-соціалістичну ідеологію в 1930-х роках. За власною ініціативою міністр оборони Вернер фон Бломберг у лютому 1934 року очистив армію від усього єврейського персоналу. 8 грудня 1938 року керівництво армії наказало всім офіцерам досконало знати націонал-соціалізм і застосовувати його цінності в усіх ситуаціях. Починаючи з лютого 1939 року, були видані брошури, які стали обов'язковими для читання в армії. Про їхній зміст можна судити з назв: "Офіцер і політика", "Всесвітньо-історична місія Гітлера", "Армія в Третьому Рейху", "Битва за життєвий простір Німеччини", "Руки геть від Данцига!" та "Остаточне вирішення єврейського питання в Третьому Рейху". Останнє есе проголошувало:
Оборонна битва проти єврейства триватиме, навіть якщо останній єврей покине Німеччину. Залишаються два великих і важливих завдання: 1) викорінення будь-якого єврейського впливу, насамперед в економіці та культурі; 2) боротьба проти світового єврейства, яке намагається підбурювати всіх людей у світі проти Німеччини.
Такими настроями були просякнуті всі інструкції, що надходили до військ Вермахту влітку 1939 року в рамках підготовки до нападу на Польщу.

## Злочинні накази
Під час планування вторгнення до Радянського Союзу керівництво Вермахту розробило низку наказів. Ці накази суперечили міжнародному праву та встановленим кодексам поведінки і стали відомі під загальною назвою "Злочинні накази". Накази по суті були оголошенням війни проти цивільного населення[джерело?].
У листопаді 1935 року психологічна військова лабораторія Рейхсверу представила дослідження про те, як найкраще підірвати бойовий дух Червоної армії у разі початку німецько-радянської війни. Тісно співпрацюючи з емігрантською Російською фашистською партією, що базувалася в Харбіні, німецький підрозділ психологічної війни створив серію брошур російською мовою для розповсюдження в Радянському Союзі. Значна частина з них була покликана зіграти на російському антисемітизмі: в одному з них "панів комісарів і партійних функціонерів" називали групою "здебільшого брудних євреїв". Памфлет закінчувався закликом до "солдатів-братів" Червоної армії повстати і вбити всіх "єврейських комісарів".
Хоча на той час ці матеріали не використовувалися, пізніше, у 1941 році, матеріали, розроблені психологічною військовою лабораторією у 1935 році, були зняті з пилу і слугували основою не лише для пропаганди в Радянському Союзі, але й для пропаганди в німецькій армії. Перед операцією "Барбаросса" німецькі війська піддавалися жорстокій антисемітській та антислов'янській індоктринації через фільми, радіо, лекції, книги та листівки. Лекції читали призначені для цього "націонал-соціалістичні керівні офіцери" та їхні молодші офіцери. Німецька армійська пропаганда змальовувала радянського ворога в найбільш дегуманізованих термінах, зображуючи Червону армію як силу слов'янських унтерменшів (недолюдей) та "азійських" дикунів, що застосовують "варварські азійські методи боротьби" під командуванням злих єврейських комісарів, яким німецькі війська не повинні були давати пощади.
Британський історик Річард Еванс писав, що молодші офіцери, як правило, були особливо ревними націонал-соціалістами, а третина з них у 1941 році були членами нацистської партії. Вермахт виконував злочинні накази Гітлера щодо "Барбаросси" не просто з покори, а скоріше тому, що вони поділяли переконання Гітлера, що Радянським Союзом керують євреї, і що Німеччині необхідно повністю знищити "юдо-більшовизм".

### Наказ комісара
Наказ визначав війну проти Радянського Союзу як війну на ґрунті ідеологічних та расових відмінностей і передбачав негайну ліквідацію політичних комісарів у Червоній армії. Наказ був розроблений у 1941 році за участю Верховного командування сухопутних військ (ОКГ) і виданий Верховним командуванням вермахту (ОКВ). Генерал Франц Гальдер привітав його, написавши, що "війська повинні брати участь в ідеологічній битві у Східній кампанії до кінця".

17 липня 1941 року ОКВ оголосив, що Вермахт повинен був:
[О]чистити себе від усіх елементів серед військовополонених, які вважаються більшовицькими рушійними силами. Тому особлива ситуація Східної кампанії вимагає особливих заходів [евфемізм для вбивства], які повинні здійснюватися без бюрократичного та адміністративного впливу і з готовністю взяти на себе відповідальність. Якщо досі розпорядження і накази щодо військовополонених ґрунтувалися виключно на військових міркуваннях, то тепер має бути досягнута політична мета, яка полягає в захисті німецької нації від більшовицьких підбурювачів і в негайному взятті окупованої території під свій суворий контроль.
 Таким чином, усі радянські військовополонені, яких вважали комісарами, разом з усіма єврейськими військовополоненими мали бути передані айнзацгрупам для розстрілу. ОКВ надавав великого значення вбивствам військовополонених, яких вважали комісарами, оскільки вважалося, що якщо захоплені комісари потраплять до таборів військовополонених у Німеччині, то вони влаштують ще один німецький удар у спину, подібний до того, який, як вважалося, призвів до поразки Німеччини у Першій світовій війні. У період з липня по жовтень 1941 року від 580 000 до 600 000 військовополонених, які перебували під вартою Вермахту, були передані СС для вбивства. У вересні 1941 року Гельмут Яків фон Мольтке та адмірал Вільгельм Канаріс написали доповідні записки до ОКВ, в яких вказали, що наказ від 17 липня 1941 року є незаконним згідно з міжнародним правом.
Зокрема, і Мольтке, і адмірал Канаріс зазначили, що німецьке твердження про те, що радянські військовополонені не мають прав через те, що Радянський Союз не ратифікував Женевську конвенцію, є недійсним, оскільки Німеччина ратифікувала Женевську конвенцію, а отже, згідно з міжнародним правом, зобов'язана забезпечити гуманне поводження з військовополоненими, які перебувають під її опікою. У відповідь на це фельдмаршал Вільгельм Кейтель написав: "Ця скрупульозність відповідає солдатським поняттям про лицарську війну! Тут ми маємо справу зі знищенням ідеології. Саме тому я схвалюю і захищаю цей захід".
Влітку 1942 року відбулася ілюзорна лібералізація поводження з полоненими політичними працівниками. 10 червня шеф гестапо Генріх Мюллер видав наказ про сегрегацію в'язнів і наказав ізолювати комісарів від решти в'язнів і відправити їх до концтабору Маутхаузен-Гузен. Однак це не надто змінило долю комісарів, оскільки Маутгаузен був одним з найгірших нацистських концтаборів, де на них зазвичай чекала повільна смерть. 20 жовтня 1942 року Мюллер знову наказав розстрілювати комісарів, захоплених у полон у бою, на місці. До Маутгаузена відправляли лише тих комісарів, які були визнані дезертирами. У наступні місяці продовжували надходити повідомлення про страти радянських комісарів. Останнє відоме повідомлення про ліквідацію політрука надійшло з частин групи армій "Південь" у липні 1943 року.
Історик Юрген Ферстер писав, що більшість офіцерів Вермахту щиро вірили, що більшість комісарів Червоної армії були євреями і що найкращий спосіб перемогти Радянський Союз - це вбити всіх комісарів, щоб позбавити радянських солдатів їхніх єврейських лідерів.

### Декрет Барбаросса
Передумови для прийняття декрету "Барбаросса" були викладені Гітлером під час зустрічі на високому рівні з військовими 30 березня 1941 року, де він заявив, що війна проти Радянської Росії буде війною на винищення, в якій політична та інтелектуальна еліта Росії буде знищена німецькими військами з метою забезпечення довготривалої перемоги Німеччини. Гітлер підкреслив, що страти будуть не справою військових судів, а організованими діями армії.
Указ, виданий фельдмаршалом Кейтелем за кілька тижнів до операції "Барбаросса", звільняв від юрисдикції військової юстиції карані злочини, скоєні цивільними особами противника (в Росії). Підозрювані мали постати перед офіцером, який вирішував, чи розстрілювати їх.
Вказаний наказ:
- "Партизани повинні безжально знищуватися в бою або при спробі втечі", а всі напади цивільного населення на солдатів Вермахту повинні "придушуватися армією на місці із застосуванням крайніх заходів, аж до знищення нападників";
- "Кожен офіцер під час німецької окупації на Сході в майбутньому матиме право здійснювати страту без суду і слідства, без будь-яких формальностей над будь-якою особою, запідозреною у ворожому ставленні до німців" (те ж саме стосувалося і військовополонених);
- Якщо вам не вдалося виявити і покарати винних в антинімецьких діях, ви можете застосувати принцип колективної відповідальності. "Колективні заходи" проти жителів району, де стався напад, можуть бути застосовані після схвалення командиром батальйону або вищим командуванням";
- Німецькі солдати, які вчинили злочини проти людства, СРСР та військовополонених, мають бути звільнені від кримінальної відповідальності, навіть якщо вони вчинили дії, що караються за німецьким законодавством[7][8].

Всупереч тому, що стверджувалося після війни, генерали Вермахту, такі як Гайнц Гудеріан, не мали наміру пом'якшувати записи про юрисдикцію наказу або якимось чином порушувати наміри Гітлера. Його командування мало на меті виключно запобігти індивідуальним ексцесам, які могли б зашкодити дисципліні в армійських лавах, не змінюючи при цьому винищувальних намірів ордену. У рамках політики суворого ставлення до слов'янських "недолюдей" і з метою запобігання будь-якій тенденції бачити у ворогові людину, німецьким військам було наказано не допускати жорстокого поводження з жінками і дітьми в Росії.

### Настанови щодо поведінки військ в Росії
У "Настановах щодо поведінки військ у Росії", виданих ОКВ 19 травня 1941 року, "юдео-більшовизм" оголошувався найстрашнішим ворогом німецької нації, і що "саме проти цієї руйнівної ідеології та її прихильників Німеччина веде війну". Далі директиви вимагали "безжальних і енергійних заходів проти більшовицьких підбурювачів, партизанів, диверсантів, євреїв і повної ліквідації будь-якого активного і пасивного опору". Під впливом цих вказівок генерал Еріх Гепнер з танкової групи 4 заявив у директиві, розісланій військам, що перебували під його командуванням:
Війна проти Росії - важливий розділ у боротьбі німецької нації за існування. Це давня битва германців проти слов'янських народів, захист європейської культури від московсько-азійської навали та відсіч єврейському більшовизму. Метою цієї битви має бути знищення сучасної Росії, і тому вона повинна вестися з безпрецедентною жорстокістю. Кожна військова акція повинна керуватися при плануванні та виконанні залізною рішучістю знищити ворога безжально і повністю. Зокрема, не повинно бути пощади прихильникам сучасної російської більшовицької системи.

### Інші накази
У тому ж дусі генерал Мюллер, який був старшим офіцером зв'язку Вермахту з юридичних питань, у лекції для військових суддів 11 червня 1941 року порадив присутнім суддям, що "...в майбутній операції почуття справедливості повинні в певних ситуаціях поступитися місцем військовій необхідності, а потім повернутися до старих звичок ведення війни ... Один з двох супротивників повинен бути знищений. Прихильників ворожої позиції потрібно не консервувати, а ліквідувати". Генерал Мюллер оголосив, що у війні проти Радянського Союзу будь-яка радянська цивільна особа, яка перешкоджає німецьким військовим зусиллям, повинна розглядатися як "партизан" і розстрілюватися на місці. Начальник штабу сухопутних військ генерал Франц Гальдер у своїй директиві оголосив, що в разі партизанських нападів німецькі війська повинні застосовувати "колективні заходи сили", винищуючи села.
Типовим для пропаганди німецької армії був наступний уривок з брошури, виданої в червні 1941 року:
Кожен, хто хоч раз дивився в обличчя червоного комісара, знає, що таке більшовики. Тут немає потреби в теоретичних роздумах. Було б образою для тварин, якби хтось назвав риси цих, переважно єврейських, мучителів людей звірячими. Вони є втіленням інфернального, уособленням божевільної ненависті до всього, що є благородного в людині. В образі цих комісарів ми є свідками бунту нелюдів проти благородної крові. Маси, які вони женуть на смерть усіма засобами крижаного терору і божевільного підбурювання, поклали б кінець усьому осмисленому життю, якби вторгнення не було відвернене в останній момент" [останнє твердження є посиланням на "превентивну війну", якою нібито була "Барбаросса"]..
Пропаганда німецької армії часто наводила в інформаційних бюлетенях уривки, що стосувалися завдань німецьких військ на Сході: "Необхідно знищити червоних нелюдів разом з їхніми кремлівськими диктаторами. Німецькому народові доведеться виконати велике завдання, найбільше в його історії, і світ ще почує про те, що це завдання буде виконане до кінця.
Внаслідок такої пропаганди більшість офіцерів і солдатів Вермахту схильні були розглядати війну з нацистських позицій, вважаючи своїх радянських опонентів нелюдським сміттям, яке заслуговує на те, щоб його розтоптали. Один німецький солдат писав додому своєму батькові 4 серпня 1941 року, що
Жалюгідні орди по той бік - це ніщо інше, як злочинці, якими керує алкоголь і загроза пістолетів над головою [комісарів]... Це просто купка придурків.... Зустріч з цими більшовицькими ордами і побачене, як вони живуть, справило на мене незабутнє враження. Сьогодні кожен, навіть останній сумнівається, знає, що боротьба з цими нелюдами, доведеними євреями до сказу, була не тільки необхідною, але й своєчасною. Наш "фюрер" врятував Європу від певного хаосу..
Наказ відповідав інтересам командування Вермахту, яке прагнуло убезпечити логістичні об'єкти та шляхи за лінією фронту для дивізій на Східному фронті.
У жовтні 1941 року командир 12-ї піхотної дивізії розіслав директиву, в якій говорилося, що "передача інформації здійснюється переважно підлітками у віці 11-14 років" і що "оскільки росіянин більше боїться кийка, ніж зброї, найбільш доцільним заходом для допиту є шмагання". Нацисти на початку війни заборонили сексуальні стосунки між німцями та іноземними підневільними робітниками. Відповідно до цих нових расових законів, виданих нацистами, у листопаді 1941 року командир 18-ї танкової дивізії попередив своїх солдатів, щоб вони не вступали в статеві стосунки з "нелюдяними" російськими жінками, і наказав негайно передавати будь-яку російську жінку, помічену в статевих стосунках з німецьким солдатом, до рук СС для розстрілу.
Указ, виданий 20 лютого 1942 року, проголошував, що статевий зв'язок між німецькою жінкою та російським робітником або військовополоненим карається смертною карою. Під час війни сотні польських і російських чоловіків були визнані винними у "розбещенні раси" за зв'язки з німецькими жінками і страчені.
Указ "Ніч і туман", виданий Гітлером у 1941 році і розповсюджений разом з директивою Кейтеля, діяв на завойованих територіях на Заході (Бельгія, Франція, Люксембург, Норвегія, Данія і Нідерланди). Указ дозволяв захоплювати тих, хто "загрожував німецькій безпеці", і змушувати їх безслідно зникати. У директиві Кейтеля зазначалося, що "ефективного залякування можна досягти лише за допомогою смертної кари або заходів, завдяки яким родичі злочинця і населення не знають про його долю".

## Польща

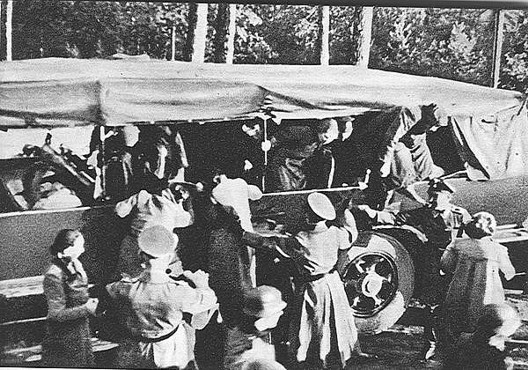
Нацистська поліція безпеки проводить облаву на польську інтелігенцію в Пальмірі під Варшавою в 1940 році

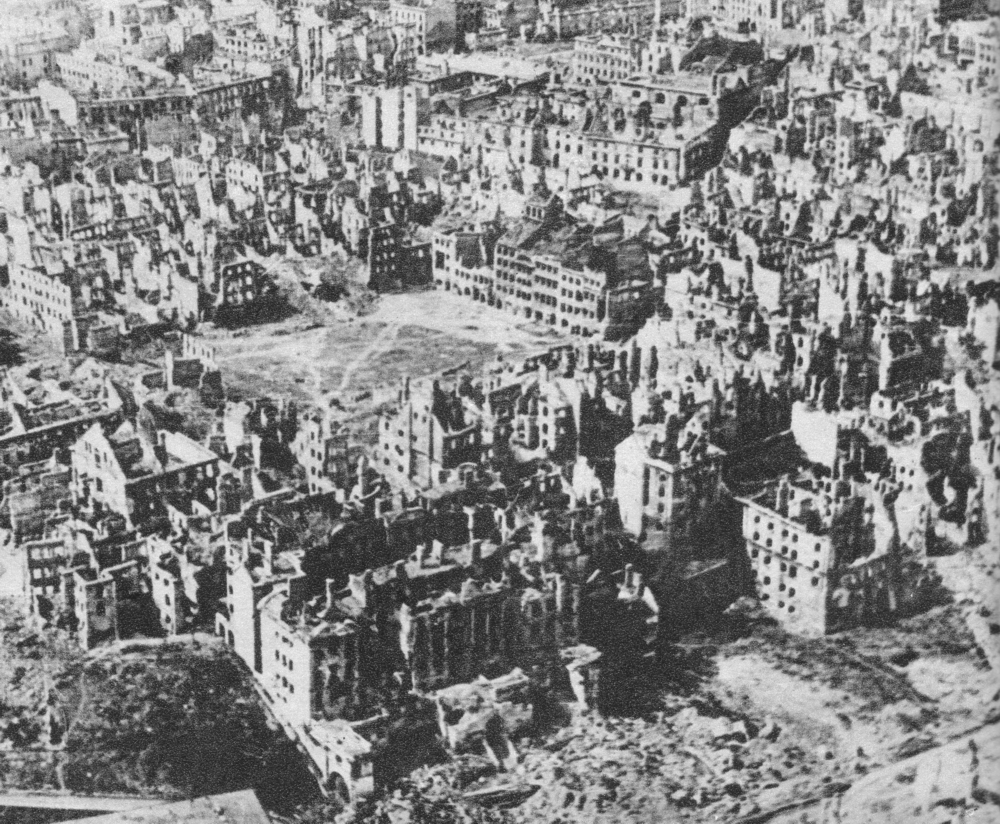
Під час Другої світової війни 85% будівель у Варшаві було зруйновано німецькими військами.

Ставлення Вермахту до поляків поєднувало в собі презирство, страх і переконання, що насильство - найкращий спосіб боротьби з ними.

### Масові вбивства польського цивільного населення
Вермахт жорстоко реагував на дії ймовірних повстанців під час вторгнення до Польщі у 1939 році і був відповідальним за невибіркові розстріли військовополонених і цивільних осіб. Будь-який акт непокори зустрічався з найжорстокішим насильством, хоча керівництво армії намагалося запобігти так званим "диким" розстрілам, коли солдати Вермахту розстрілювали цивільних за власною ініціативою або брали участь у вбивствах, що здійснювалися СС. Проти деяких молодших офіцерів, які керували цими розстрілами, було розпочато військово-польові судові процеси, але вони були зведені нанівець 4 жовтня 1939 року, коли Гітлер помилував усіх військовослужбовців, які були причетні до військових злочинів у Польщі. Після закінчення бойових дій, під час перебування Вермахту в Польщі, яке тривало до 25 жовтня 1939 року, було спалено 531 місто і село; Вермахт здійснив 714 масових страт, а також численні випадки грабунків, бандитизму і вбивств. Загалом, за оцінками, жертвами цих звірств стали 16 376 поляків. Приблизно 60% цих злочинів скоїв Вермахт. Солдати Вермахту часто брали участь у масових вбивствах євреїв самостійно, а не лише допомагали збирати їх для СС.
Влітку 1940 року Райнхард Гейдріх, начальник Головного управління безпеки Рейху (включаючи гестапо), зазначив, що "...порівняно зі злочинами, пограбуваннями та зловживаннями, скоєними армією [частиною Вермахту], СС і поліція виглядають не так вже й погано". Навіть коли німецька армія не була причетна до воєнних злочинів, усі вищі військові керівники знали про те, що відбувалося в Польщі. Ніхто не заперечував з моральних принципів; ті, хто заперечував, робили це з міркувань дисципліни. Більше того, генерал, який найголосніше заперечував проти воєнних злочинів у Польщі, генерал Йоганнес Бласковіц, виступав проти того, що армія вчиняла воєнні злочини разом з СС, а не проти самої ідеї звірств проти Польщі. Ізраїльський історик Омер Бартов писав, що Бласковіц фактично "легітимізував вбивство", висловлюючи схвалення масових вбивств СС і вимагаючи, щоб армія не брала участі у масових вбивствах як таких, що шкодять дисципліні. Бартов писав, що коли офіцери і солдати побачили, що вбивство в Польщі є "легітимним", це призвело до того, що армія почала копіювати СС.
Під час Варшавського повстання німецькими військами було вбито до 13 000 солдатів і від 120 000 до 200 000 цивільних осіб. Щонайменше 5 000 німецьких регулярних солдатів допомагали СС у придушенні польського опору, більшість з них були резервними підрозділами. Під час боїв німецькі війська використовували живі щити.
Протягом усієї кампанії Вермахт займався широкомасштабними крадіжками і грабунком майна польських громадян. До 3 листопада 1939 року Вермахт відправив до нацистської Німеччини 10 000 вагонів з викраденим майном, включаючи сільськогосподарську техніку, меблі та продукти харчування.
В одній з перших військових акцій Німеччини під час Другої світової війни німецькі військово-повітряні сили, Люфтваффе, бомбардували польське місто Велюнь, а згодом продовжили бомбардування міст по всій країні, включаючи Варшаву, Фрамполь та інші міста. В результаті бомбардувань загинули десятки тисяч польських цивільних осіб. Однак до і під час Другої світової війни не існувало позитивного або спеціального звичаєвого міжнародного гуманітарного права щодо повітряної війни, а це означає, що в той час стратегічні бомбардування офіційно не вважалися воєнними злочинами. З цієї причини жоден німецький офіцер не був притягнутий до відповідальності на судових процесах союзників по Другій світовій війні за повітряні нальоти.

### Масові вбивства польських військовополонених

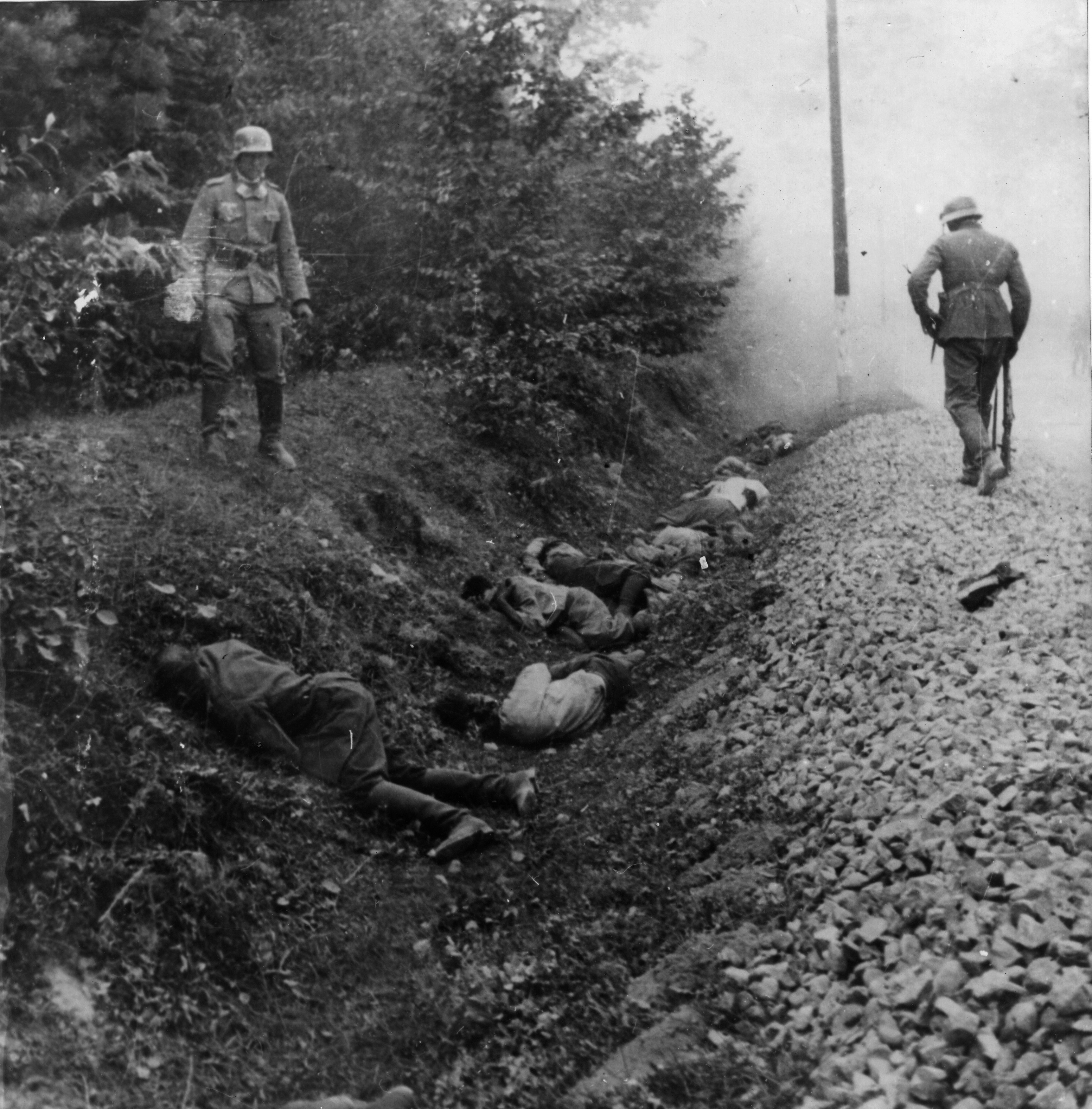
Близько 300 польських військовополонених, страчених солдатами німецького 15-го мотопіхотного полку в Цепелові 9 вересня 1939 року.

Існують численні приклади, коли польських солдатів вбивали після захоплення в полон; наприклад, у Слядуві (Зброднявське воєводство), де було розстріляно або втоплено 252 військовополонених, у Цепелові, де було вбито близько 300 військовополонених (Цепелівська різанина), і в Замброві, де було вбито ще 200 військовополонених (Замбрівська різанина). Польських військовополонених єврейського походження регулярно відбирали і розстрілювали на місці.
В'язням тимчасового табору для військовополонених у Жирардуві, захоплених після битви під Бзурою, було відмовлено в їжі, і вони голодували протягом десяти днів: 189 У деяких випадках польських військовополонених спалювали живцем. Підрозділи польської 7-ї піхотної дивізії були вбиті після захоплення в полон у кількох окремих актах помсти за їхній опір у бою. 11 вересня солдати Вермахту кинули ручні гранати в будівлю школи, де утримували польських військовополонених..: 20-35 : 67-74 За даними німецького історика Йохена Бьолера, під час кампанії Вермахт масово вбив щонайменше 3 000 польських військовополонених: 241
Вбивства військовополонених солдатами Вермахту розпочалися під час польської кампанії у вересні 1939 року. У багатьох випадках великі групи польських солдатів були вбиті після захоплення в полон. Гітлерівський наказ про командос, виданий у 1942 році, надавав "виправдання" для розстрілу ворожих коммандос, незалежно від того, чи були вони у формі, чи ні.

## Бельгія
У період з 25 по 28 травня 1940 року Вермахт скоїв кілька воєнних злочинів у невеликому бельгійському селі Вінкт та поблизу нього. Заручників брали в полон і використовували як живий щит. Оскільки бельгійська армія продовжувала чинити опір, ферми обшукували і грабували, а заручників брали все більше. Загалом було страчено вісімдесят шість цивільних осіб. Окрім Вінкта, відбулися й інші масові вбивства та розстріли, жертвами яких стали, за оцінками, 600 осіб.

## Франція
Під час розгрому французької армії в червні 1940 року полк "Великонімеччина" вчинив розправу над африканськими солдатами та їхніми європейськими офіцерами, яких він захопив у полон біля Еренського лісу. Ще десять африканських французів були вбиті під Ліоном.
Того ж місяця 9-та піхотна дивізія вбила африканських солдатів 4-ї північноафриканської піхотної дивізії, яких вони захопили в полон під Ерквільєром. У французьких звітах цитується німецький офіцер, який пояснював, що "нижча раса не заслуговує на те, щоб воювати з такою цивілізованою расою, як німці".
У вересні 1944 року, під час відступу з Франції, гарнізон Бреста страчував мирних жителів, а також грабував і знищував цивільне майно під час битви за Брест. Командир гарнізону, генерал-лейтенант Герман-Бернхард Рамке, був засуджений за воєнні злочини, пов'язані з цими діями, у 1951 році.
Ці масові вбивства включають вбивство щонайменше 1500 французьких військовополонених західноафриканського походження, яким передувала пропаганда, що зображала африканців як дикунів. Починаючи з жовтня 1942 року, Вермахт виконував "Наказ командос", що передбачав страту без суду і слідства всіх захоплених у полон командос, навіть якщо вони були в уніформі. Після італійського перемир'я в 1943 році багато військовополонених було страчено, коли італійські війська чинили опір примусовому роззброєнню з боку німців. Найбільш сумнозвісною є розправа над дивізією "Акві" в Кефалонії.

## Балкани

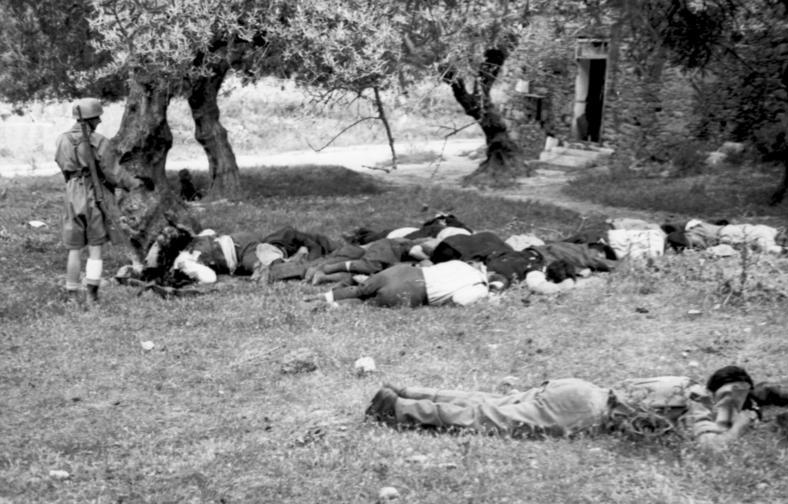
Вбивство грецьких мирних жителів у Кондомарі на Криті німецькими десантниками 1941 року

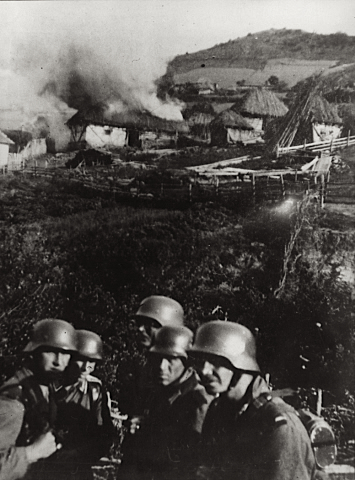
Німці підпалили сербське село біля Косовської Митровиці

Після державного перевороту в Югославії 27 березня 1941 року Гітлер сприйняв цей акт як особисту образу і закликав до негайного знищення Югославії у Директиві фюрера № 25. Починаючи з 6 квітня 1941 року, Директива фюрера № 25 була введена в дію, і в перші години вторгнення почалося широкомасштабне бомбардування Белграда. Невибіркові бомбардування цивільних об'єктів призвели до загибелі від 1 500 до 17 000 цивільних осіб. Після закінчення війни генерал-губернатор Александер Лер був визнаний винним у воєнних злочинах, у тому числі в участі в бомбардуванні Белграда. Він був страчений у 1948 році.
У Сербії та Греції багато сіл було зруйновано, а їхні мешканці вбиті під час антипартизанських операцій. Прикладами в Греції є Алікянос, Хортиатіс, Кайсаріані, Калавріта, Калі-Сикія, Каллікратіс, Клейсура, Кондомарі, Коммено, Лінгіадіс, Малатірос, Месовуно, Мусіотіца, Парамітія і Скурвула; знесення Канданоса, Аногея і Ворізія; масові вбивства у Віаносі; і численні інциденти меншого масштабу. 
Понад 2 700 сербських цивільних осіб було вбито Вермахтом під час різанини у Крагуєваці в жовтні 1941 року. Ще 2 000 були вбиті під час різанини в Кралево приблизно в той самий час. До грудня 1941 року від 20 000 до 30 000 цивільних осіб було розстріляно під час німецьких каральних акцій у Сербії.

## Італія
26 березня 1944 року 15 офіцерів і солдатів армії США у формі були розстріляні без суду і слідства в Ла Спеції, в Італії, за наказом командира німецького 75-го армійського корпусу генерала Антона Достлера, незважаючи на опір його підлеглих з 135-ї фортечної бригади. Американський військовий трибунал засудив Достлера до смертної кари і стратив його через розстріл у грудні 1945 року.
Командуючи 65-ю піхотною дивізією, генерал-лейтенант Густав Гайстерманн фон Зілберг наказав незаконно стратити чотирьох бійців САС у вересні-жовтні 1943 року. Одного разу він також взяв у заручники 34 італійських цивільних і попросив дозволу стратити їх у відповідь на підозру в партизанських нападах, у чому йому було відмовлено. Фон Цильберґ був страчений у лютому 1945 року за те, що дозволив учаснику змови 20 липня втекти.

## Радянський Союз
Деякі німецькі офіцери вважали комунізм у Радянському Союзі єврейською змовою ще до Третього Рейху. У 1918 році Карл фон Ботмер, повноважний представник німецької армії в Москві, назвав більшовиків "бандою євреїв" і висловив бажання "побачити кілька сотень цих негідників, повішених на кремлівській стіні". Оцінки Червоної армії офіцерами Рейхсверу, які приїжджали в період німецько-радянської співпраці у 1920-х роках, часто демонструють антисемітизм, а коментарі про "єврейську хитрість" генерала Льва Шнітмана або "єврейську кров" генерала Леоніда Вайнера є дуже типовими.
У 1932 році Евальд Банзе, провідний німецький професор і член Національної асоціації військових наук (групи, що таємно фінансувалася Рейхсвером), у памфлеті, що закликав до "інтелектуального світового панування" Німеччини, писав, що радянське керівництво - це переважно євреї, які домінують над апатичними і бездумними російськими масами. У 1935 році полковник Карл-Генріх фон Штюльпнагель у звіті про військовий потенціал Червоної армії писав, що комісари були "переважно єврейської раси".

### Репресії та Голокост

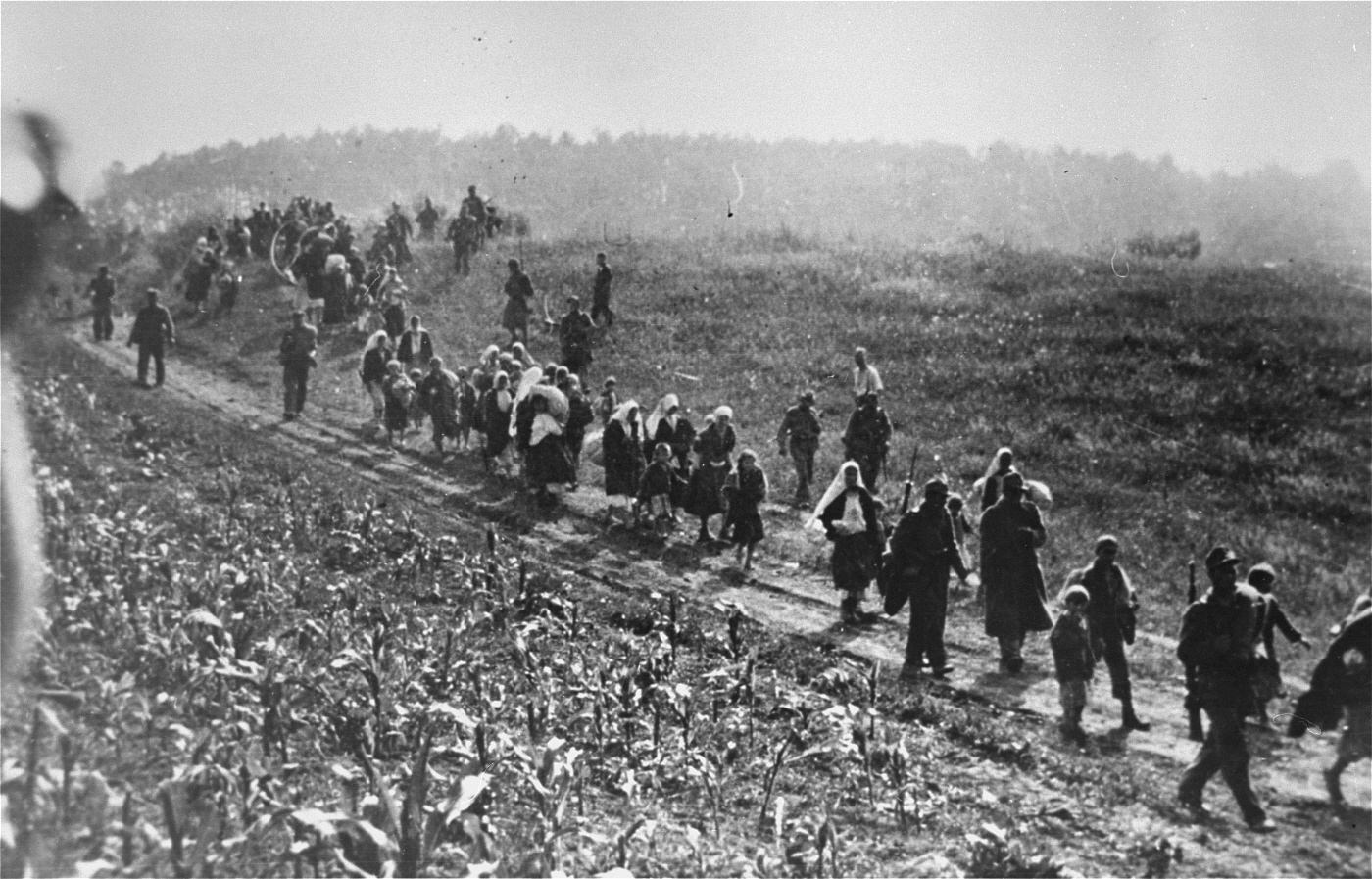
Німецькі війська та усташівські колабораціоністи ведуть колону сербів до табору інтернованих у Шабаці під час антипартизанських "зачисток".

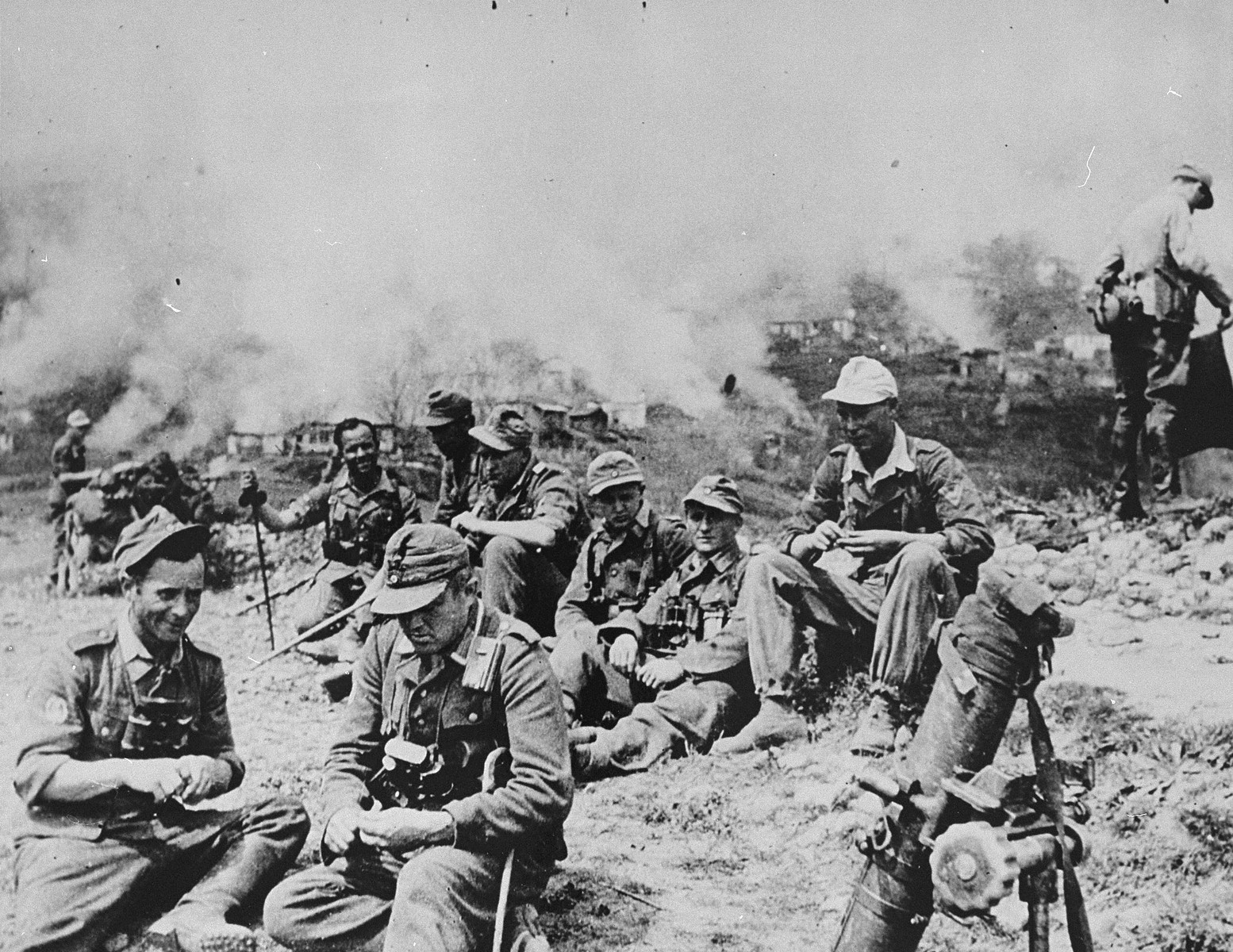
Німецькі солдати відпочивають після знищення села в Епірі, Греція

Навесні 1941 року Гейдріх і генерал Едуард Вагнер успішно завершили переговори про співпрацю між айнзацгрупами та німецькою армією для виконання "спеціальних завдань". Після угоди між Гейдріхом і Вагнером 28 квітня 1941 року фельдмаршал Вальтер фон Браухіч з початком операції "Барбаросса" наказав усім командувачам німецької армії негайно виявити і зареєструвати всіх євреїв на окупованих територіях Радянського Союзу і повністю співпрацювати з айнзацгрупами. Кожна айнзацгрупа в зоні своєї діяльності перебувала під контролем вищого керівництва СС і поліції. У подальшій угоді між армією та СС, укладеній у травні 1941 року генералами Вагнером та Вальтером Шелленбергом, було вирішено, що айнзацгрупи у прифронтових районах діятимуть під командуванням армії, а армія надаватиме айнзацгрупам усю необхідну матеріально-технічну підтримку. Під виглядом "антибандитських" операцій (Bandenbekämpfung) Вермахт у Радянському Союзі здійснював масові вбивства євреїв та інших цивільних осіб. Співпраця з СС у репресіях та антиєврейських операціях була тісною та інтенсивною.

У серпні 1941 року, після протесту двох лютеранських капеланів проти масового вбивства групи єврейських жінок і дітей у Білій Церкві, генерал фон Райхенау написав:
У висновку згаданої доповіді міститься наступне речення: "У даному випадку були вжиті заходи проти жінок і дітей, які нічим не відрізняються від звірств, що здійснюються ворогом, про які війська постійно інформуються".

Змушений охарактеризувати цю оцінку як некоректну, недоречну і вкрай зухвалу. Більше того, цей коментар був написаний у відкритому повідомленні, яке проходить через багато рук. Було б набагато краще, якби цей звіт взагалі не був написаний.
 Один есесівець, який бачив вбивства в Білій Церкві, описав їх так:
Я пішов до лісу сам. Вермахт вже вирив могилу. Дітей привезли на тракторі. Я не мав жодного відношення до цієї технічної процедури. Українці стояли навколо і тремтіли. Дітей зняли з трактора. Їх вишикували на вершині могили і розстріляли так, щоб вони впали в неї. Українці не цілилися в якусь конкретну частину тіла. Вони падали в могилу. Плач був невимовний. Я ніколи в житті не забуду цю сцену. Це дуже важко пережити. Особливо пам'ятаю маленьку світловолосу дівчинку, яка взяла мене за руку. Її теж потім розстріляли... Могила була біля лісу. Вона не була біля стрільбища. Розстріл, мабуть, відбувся після обіду, приблизно о 15:30 або 16:00. Це сталося на наступний день після дискусій у фельдкомендатурі... Багатьох дітей били по чотири або п'ять разів, перш ніж вони померли.
Влітку 1941 року кавалерійська бригада СС під командуванням Германа Феґеляйна під час "антипартизанської" операції в Прип'ятських болотах вбила 699 червоноармійців, 1 100 партизанів і 14 178 євреїв. Перед початком операції Фегеляйн отримав наказ розстріляти всіх дорослих євреїв, а жінок і дітей загнати в болота. Після операції генерал Макс фон Шенкендорф, який командував тиловим районом групи армій "Центр", 10 серпня 1941 року наказав усім підрозділам безпеки Вермахту під час антипартизанських операцій наслідувати приклад Феґеляйна і організував з 24 по 26 вересня 1941 року в Могильові спільний навчальний захід СС, поліції та Вермахту про те, як найкраще вбивати "партизанів", а отже, і євреїв. Семінар, який став відомим як Могильовська конференція, завершився тим, що 7-а рота поліцейського батальйону 322 орденської поліції розстріляла 32 євреїв у селі Княшизи на очах у присутніх офіцерів як приклад того, як "перевіряти" населення на наявність партизанів. Як свідчить військовий щоденник батальйону 322:
Акція, спочатку запланована як навчальна, була проведена в реальних умовах ("ernstfallmässig") в самому селі. Підозрілих незнайомців, особливо партизанів, виявити не вдалося. Однак перевірка населення виявила 13 євреїв, 27 єврейських жінок і 11 єврейських дітей, з яких 13 євреїв і 19 єврейських жінок були розстріляні у співпраці зі Службою безпеки..
Ґрунтуючись на тому, що вони дізналися під час Могильовської конференції, один офіцер Вермахту сказав своїм підлеглим: "Де партизан, там і єврей, а де єврей, там і партизан". 707-ма піхотна дивізія Вермахту застосувала цей принцип на практиці під час "антипартизанської" зачистки, в результаті якої дивізія розстріляла 10 431 особу з 19 940 затриманих під час зачистки, втративши при цьому лише двох вбитими і п'ятьох пораненими.
У наказі № 24 від 24 листопада 1941 року командир 707-ї дивізії оголосив:
. Євреї та цигани: ... Як вже було наказано, євреї повинні зникнути з рівнинної країни, а цигани також повинні бути знищені. Проведення "великих" єврейських акцій не є завданням дивізійних підрозділів. Вони проводяться цивільною або поліцейською владою, за необхідності за наказом коменданта Білої Русі, якщо він має в своєму розпорядженні спеціальні підрозділи, або з міркувань безпеки та у випадку колективних покарань. Коли на рівнинній території зустрічаються менші або більші групи євреїв, вони можуть бути ліквідовані дивізійними підрозділами або зібрані в гетто поблизу великих сіл, призначених для цієї мети, де їх можна передати цивільній владі або СД..
У Миргороді 62-га стрілецька дивізія стратила "все єврейське населення (168 осіб) за зв'язок з партизанами". У Новомосковську 444-а охоронна дивізія повідомила, що вбила "305 бандитів, 6 жінок з гвинтівками (Флінтенвайбер), 39 військовополонених і 136 євреїв". У помсту за партизанський напад, в результаті якого загинув один німецький солдат, ерзац-бригада 202 "як акт відплати розстріляла 20 євреїв з сіл Бобосянка і Горностаївка і спалила 5 єврейських будинків". Ще більш екстремальною була ситуація в Сербії, де більшість євреїв були вбиті вермахтом, а не СС.
У Шабаці в Дулагу 183, німецькому транзитному таборі для військовополонених у Сербії під час Другої світової війни, який відкрився у вересні 1941 року (і був закритий у вересні 1944 року), утримували партизанських полонених і членів їхніх сімей. За оцінками, було страчено понад 5 000 осіб, не рахуючи євреїв і ромів. "Центральноєвропейські єврейські біженці, переважно австрійці, були розстріляні військами переважно австрійського походження у відповідь на втрати, завдані сербськими партизанами німецькій армії". Накази, видані фельдмаршалом Вільгельмом Кейтелем у вересні 1941 року, закликали німецьку армію розстрілювати 100 сербів за кожного німецького солдата, вбитого сербськими партизанами, і не містили закликів до виокремлення євреїв. Через розгул антисемітизму в німецькому офіцерському корпусі, сербські євреї стали цапами-відбувайлами і мішенню для масових розстрілів у відповідь. Німецький історик Юрґен Фьорстер, провідний експерт з питань воєнних злочинів Вермахту, стверджував, що Вермахт відіграв ключову роль у Голокості, і неправильно приписувати Шоа виключно СС, тоді як Вермахт був більш-менш пасивним і несхвальним спостерігачем.

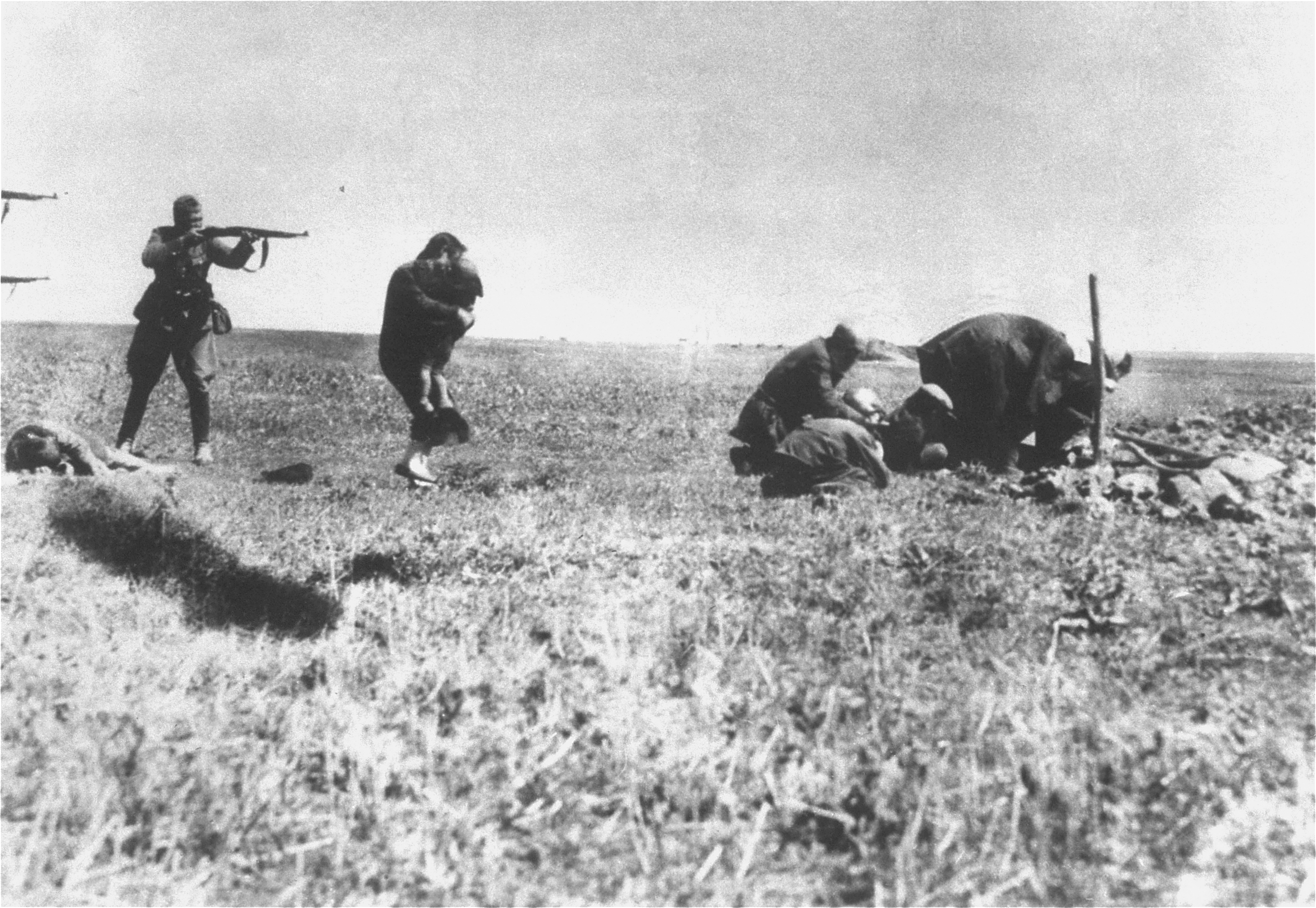
Айнзацгрупи вбивають євреїв в Івангороді, Україна, 1942 рік

Вермахт також дуже тісно співпрацював з айнзацгрупами у вбивствах єврейського населення Радянського Союзу. 10 жовтня 1941 року генерал Вальтер фон Райхенау підготував наказ, який мав бути зачитаний підлеглим йому військам, в якому зазначалося, що "солдат повинен досягти повного розуміння необхідності суворої, але справедливої помсти єврейській нелюдяності". Почувши про наказ Райхенау, командувач групи армій "Південь" фельдмаршал Герд фон Рундштедт оголосив про свою "повну згоду" з ним і розіслав циркуляр усім підлеглим йому генералам армії, закликаючи їх розіслати власні версії наказу, які б переконували солдатів у необхідності знищення євреїв.

Генерал Еріх фон Манштейн у наказі своїм військам від 20 листопада 1941 року заявив:
Єврейство є посередником між ворогом у нашому тилу і залишками Червоної Армії та червоного керівництва, які ще борються; більше, ніж у Європі, воно [єврейство] займає всі ключові пости політичного керівництва та адміністрації, торгівлі та ремесел і утворює ядро для всіх неспокою і можливих повстань. Єврейсько-більшовицька система повинна бути знищена раз і назавжди.
 6 липня 1941 року айнзацкоманда 4b айнзацгрупи С, яка на той час діяла в Тарнополі, надіслала звіт, в якому зазначалося, що "збройні сили на диво вітають ворожість до євреїв". 8 вересня 1941 року айнзацгрупа D повідомила, що відносини з німецькою армією "чудові". Франц Вальтер Шталекер з айнзацгрупи А писав у вересні 1941 року, що група армій "Північ" зразково співпрацювала з його підлеглими у вбивствах євреїв і що відносини з Четвертою танковою армією під командуванням генерала Еріха Гепнера були "дуже близькими, майже сердечними".

### Радянські табори для військовополонених
Женевська конвенція про поводження з військовополоненими була підписана Німеччиною та більшістю інших країн у 1929 році, тоді як СРСР та Японія підписали її лише після війни (остаточна версія Третьої Женевської конвенції 1949 року). Це означало, що Німеччина була юридично зобов'язана поводитися з усіма військовополоненими відповідно до неї, в той час як німці, захоплені Червоною Армією, не могли розраховувати на таке поводження. Радянський Союз і Японія не поводилися з військовополоненими відповідно до Женевської конвенції. Якщо табори для військовополонених Вермахту для в'язнів із західних країн загалом відповідали гуманітарним вимогам міжнародного права, то в'язні з Польщі (яка так і не капітулювала) та СРСР утримувалися в значно гірших умовах.
До грудня 1941 року понад 2,4 мільйона військовослужбовців Червоної армії потрапили в полон. Ці люди страждали від недоїдання і хвороб, таких як тиф, що були наслідком нездатності Вермахту забезпечити достатню кількість їжі, притулку, належних санітарних умов і медичної допомоги. В'язнів регулярно піддавали стратам без суду і слідства, тортурам, каліцтвам, побиттям і приниженням. Всі євреї, комісари, "інтелігенція" та мусульмани, які служили в Червоній армії, були або страчені Вермахтом, або передані СС для розстрілу.

Мусульманських військовополонених розстрілювали через те, що вони були обрізані, а отже, могли бути євреями; вважалося, що безпечніше просто розстріляти всіх обрізаних військовополонених, аніж ризикувати, що єврейський військовополонений може уникнути страти, назвавшись мусульманином. Про тісну співпрацю між Вермахтом і СС свідчить звіт айнзацгрупи, в якому йшлося
У Борисполі на вимогу коменданта місцевого табору для військовополонених взвод зондеркоманди 4 розстріляв 752 єврейських військовополонених 14 жовтня і 356 16 жовтня 1941 року, включаючи кількох комісарів і 78 поранених євреїв, яких передав табірний медик.
Згідно зі звітом RHSA від 5 грудня 1941 року, починаючи з 22 червня, Вермахт передав айнзацгрупам 16 000 радянських військовополонених, які підлягали ліквідації.
Між початком операції "Барбаросса" влітку 1941 року і наступною весною 2,8 мільйона з 3,2 мільйона полонених померли, перебуваючи в німецьких руках. Нездатність німців здобути очікувану перемогу на Сході призвела до значної нестачі робочої сили для німецького військового виробництва, і, починаючи з 1942 року, військовополонені у східних таборах для військовополонених - передусім радянські - розглядалися як джерело рабської праці для підтримання німецької економіки воєнного часу.
6 серпня 1941 року ОКВ оголосив, що працездатні радянські військовополонені повинні отримувати 2 200 калорій на день, а непрацездатні - 2 040 калорій на день. 21 жовтня 1941 року ОКВ видав наказ про значне скорочення продовольчих пайків для радянських військовополонених: відтепер непрацездатні військовополонені повинні були отримувати лише 1490 калорій на день. На нараді старших генералів, скликаній в Орші 13 листопада 1941 року, перший генерал-квартирмейстер армії Едуард Вагнер заявив: "Непрацюючі військовополонені в таборах повинні голодувати".
5,7 мільйона радянських солдатів потрапили в полон під час війни, з них щонайменше 3,3 мільйона (58 відсотків від загальної кількості) померли в полоні.
Згідно з Енциклопедією таборів і гетто, типовим для таборів, присвячених виробництву зброї, було те, що ними керував той підрозділ Вермахту, який використовував цю продукцію. У багатьох місцях у концентраційних таборах використовувалася охорона Люфтваффе. У 1944 році багато солдатів Вермахту були переведені до СС-Тотенкопфвербанде, щоб зменшити нестачу персоналу в концтаборах.
Розповіді радянських солдатів і цивільних осіб стверджують, що німецькі солдати і солдати СС вбивали радянських військовополонених і цивільних осіб після захоплення, часто страчували їх масово, розстрілюючи групами, в тому числі спалюючи живцем після того, як запхали в маленькі хатини. Захопленим радянським солдатам і партизанам завдавали каліцтв, зокрема виколювали очі, відпилювали кінцівки і розпорювали животи, навмисно залишаючи гротескно понівечені тіла на очах у товаришів, що, ймовірно, мало на меті посіяти страх, терор і деморалізувати радянський опір.

## Північна Африка
Новіші дослідження викривають воєнні злочини Вермахту в Північній Африці. Це протистоїть терміну "війна без ненависті", який деякі автори використовують для опису Північноафриканської кампанії.
Про це пише Джордана Террачіна: "3 квітня італійці відвоювали Бенгазі, а через кілька місяців корпус "Африка" на чолі з Роммелем був відправлений до Лівії і розпочав депортацію євреїв Киренаїки до концтабору Джадо та інших менших містечок Триполітанії. Цей захід супроводжувався розстрілами, також у Бенгазі, деяких євреїв, винних у тому, що вони вітали британські війська після їхнього прибуття, ставлячись до них як до визволителів.
Євреїв з усіх околиць Киренаїки та Бенгазі депортували до Італії на примусові роботи. В'язень концтабору Гіадо на ім'я Сіон Бурбеа свідчить, що був свідком того, як Ервін Роммель інспектував їхню роботу в таборі.
Деякі історики прямо пов'язують Роммеля з воєнними злочинами Вермахту в Північній Африці. За словами німецького історика Вольфганга Проске, Роммель заборонив своїм солдатам купувати що-небудь у єврейського населення Тріполі, використовував єврейську рабську працю і наказував євреям розміновувати мінні поля, йдучи по них попереду своїх військ. Проске також стверджує, що євреїв у Тріполі пізніше відправили до концтаборів.
Переслідування євреїв Вермахтом тривало і в 1942 році. Згідно з виданням "Єврейські громади світу" під редакцією Ентоні Лермана, у 1942 році під час німецької окупації квартал Бенгазі, в якому проживало єврейське населення, був пограбований, а 2000 євреїв депортовані через пустелю, з яких приблизно одна п'ята частина загинула. Євреї в Бенгазі також стали жертвами погрому в 1942 році. Журнал "Момент" повідомляє: "за наказом німецького військового командувача війська Осі в 1942 році розграбували єврейські магазини і депортували 2600 євреїв Бенгазі до Гіадо".
Роберт Сатлофф у своїй книзі "Серед праведників: Втрачені історії з довгого шляху Голокосту в арабські землі", що коли німецькі та італійські війська відступали через Лівію до Тунісу, єврейське населення стало жертвою, на якій вони виплеснули свою злість і розчарування. За словами Сатлоффа, солдати Африканського корпусу грабували єврейську власність по всьому лівійському узбережжю. Це насильство і переслідування припинилося лише з прибуттям генерала Монтгомері до Тріполі 23 січня 1943 року. Німецький історик Клеменс Фолльнхалс пише, що використання євреїв Корпусом "Африка" як примусової робочої сили майже не відоме, але воно відбувалося паралельно з переслідуванням єврейського населення (хоча і в менших масштабах, ніж в Європі), і деякі з робітників були замордовані до смерті.
Переслідування євреїв Вермахтом тривало і в Тунісі. На думку деяких істориків, твердження та історії, які пов'язують Роммеля і корпус "Африка" з переслідуванням і розграбуванням єврейського золота і майна в Тунісі, зазвичай відомі під назвою "скарб Роммеля" або "золото Роммеля". Інші історики, однак, стверджують, що Роммель не мав нічого спільного зі скарбом, і що "скарб Рауфа" був би більш доречною назвою. Коли Вермахт увійшов до Тунісу, він наказав створити Юденрат, і євреї були притягнуті до примусової праці. 2 000 єврейських чоловіків були примусово мобілізовані, і ще кілька тисяч будуть мобілізовані пізніше. Ця примусова праця використовувалася у вкрай небезпечних ситуаціях поблизу цілей бомбардувань, під загрозою голоду та насильства.

## Зґвалтування

### Східний Фронт
Німецькі солдати таврували тіла захоплених партизанок - та й інших жінок також - словами "Повія для гітлерівських військ" і ґвалтували їх. Після полону деякі німецькі солдати жваво вихвалялися тим, що вчинили зґвалтування та вбивства зґвалтованих жінок. Сьюзен Браунміллер стверджує, що зґвалтування відігравало ключову роль у прагненні нацистів завоювати і знищити людей, яких вони вважали нижчими, таких як євреї, росіяни і поляки. Великий список зґвалтувань, скоєних німецькими солдатами, був складений у так званій "записці Молотова" у 1942 році. Браунміллер зазначає, що нацисти використовували зґвалтування як зброю терору.
Приклади масових зґвалтувань у Радянському Союзі, скоєних німецькими солдатами, включають
- Смоленськ: Німецьке командування відкрило бордель для офіцерів, до якого сотні жінок і дівчат заганяли силою, часто за руки та волосся.
- Львів: 32 жінки, які працювали на швейній фабриці, були зґвалтовані і вбиті німецькими солдатами в громадському парку. Священик, який намагався зупинити звірство, був убитий.
- Львів: німецькі солдати ґвалтували єврейських дівчат, яких вбивали після вагітності.

За оцінками, понад мільйон дітей народилося у російських жінок від німецьких солдатів.
Автор Урсула Шеле підрахувала в журналі "Zur Debatte um die Ausstellung Vernichtungskrieg. Verbrechen der Wehrmacht 1941-1944", що кожна десята жінка, зґвалтована німецькими солдатами, завагітніла б, а отже, ймовірно, що до десяти мільйонів жінок у Радянському Союзі могли бути зґвалтовані Вермахтом:9
За іншими оцінками, кількість зґвалтувань радянських жінок Вермахтом сягає 10 000 000 випадків, в результаті яких народилося від 750 000 до 1 000 000 дітей.
В окупованій Німеччиною Росії зґвалтування викликали занепокоєння окупаційної влади лише тоді, коли вони підривали військову дисципліну. З 1941 року зґвалтування теоретично каралося смертним вироком, хоча на практиці зґвалтування рідко переслідувалися, а зґвалтування німцями ненімецьких жінок не сприймалися серйозно і не каралися смертю, особливо на східноєвропейських територіях. У 28 жовтні 1940 року закони про зґвалтування були змінені, і зґвалтування стало "клопотанням про злочин", тобто злочином, за який потрібно було просити про покарання. Історик Кріста Пауль пише, що це призвело до "майже повної відсутності переслідування і покарання за зґвалтування". На сході були випадки зґвалтувань, коли винуватців засуджували, якщо зґвалтування було дуже помітним, шкодило іміджу німецької армії, і суди були готові винести обвинувальний вирок обвинуваченим.289
За словами історика Регіни Мюльгаузер, Вермахт також застосовував сексуальне насильство та роздягання у численних випадках допитів. Мюльгаузер додає, що кількість позашлюбних дітей, народжених в окупованих регіонах, не перевищувала довоєнних показників. Вона доходить висновку, що зґвалтування на Східному фронті не були поодинокими випадками, але змушена визнати, що стан джерельної бази дуже поганий.
Під час вторгнення до Польщі солдати Вермахту вчиняли зґвалтування єврейських жінок і дівчат. Зґвалтування також відбувалися щодо польських жінок і дівчат під час масових страт, які проводили переважно фольксдойче, які супроводжувалися солдатами Вермахту, а на території, що перебувала під адміністрацією німецьких військових, зґвалтування відбувалися перед розстрілом полонених жінок.
Лише один випадок зґвалтування був розглянутий німецьким судом під час військової кампанії в Польщі - справа про групове зґвалтування, скоєне трьома солдатами проти жінок єврейської родини Кауфманів у Бусько-Здруй; однак німецький суддя засудив винних за Rassenschande - ганьбу проти [німецької] раси, як це визначалося расовою політикою нацистської Німеччини, - а не за зґвалтування.

### Західний Фронт
Зґвалтування, хоча офіційно заборонені, були дозволені на практиці німецькими військовими у Східній та Південно-Східній Європі, тоді як північні та західні країни були відносно оминуті цим явищем. В окупованій Данії, яка спочатку погодилася співпрацювати з нацистською Німеччиною, зґвалтування не були поширені, і німецькі чиновники обіцяли карати за них. Натомість тисячі радянських жінок-медсестер, лікарів і польових медиків стали жертвами зґвалтувань, коли потрапили в полон, і часто були вбиті після цього.
У Франції деякі зґвалтування були зафіксовані в 1940 році одразу після вторгнення, а потім їх було дуже мало до 1944 року, коли кількість зґвалтувань різко зросла. Німецьке командування спочатку намагалося зменшити кількість зґвалтувань, оскільки зґвалтування під час Першої світової війни зашкодили репутації німецької армії. У 1944 році німецька ієрархія дедалі більше толерувала зґвалтування, які відбувалися поряд із масовими вбивствами та мародерством, як правило, під час антипартизанських операцій. Фотографія жінки, яка зазнала групового зґвалтування, була включена до виставки "Злочини Гітлера", що проходила в Парижі в 1945 році.

### Військове Правосуддя
Бірґіт Бек у своїй праці "Зґвалтування: військові суди над сексуальними злочинами, скоєними солдатами Вермахту в 1939-1944 роках" описує м'якість покарання за сексуальні злочини з боку німецької влади на Сході, водночас вказуючи на суворість покарань, що застосовувалися на Заході. Якщо солдата, який скоїв зґвалтування, згодом визнавав винним військовий суд, його зазвичай засуджували до чотирьох років ув'язнення. Німецький кримінальний кодекс був чинним і для солдатів, які перебували на війні. До 1944 року 5 349 солдатів Вермахту на всіх фронтах були засуджені за непристойні дії "Sittlichkeitsvergehen" або зґвалтування "Notzucht". Історик Мюльгаузер вважав, що сексуальне насильство було не винятком, а поширеним явищем, і що реальна кількість зґвалтувань, скоєних німецькими солдатами, без сумніву, набагато більша.

### Система борделів Вермахту

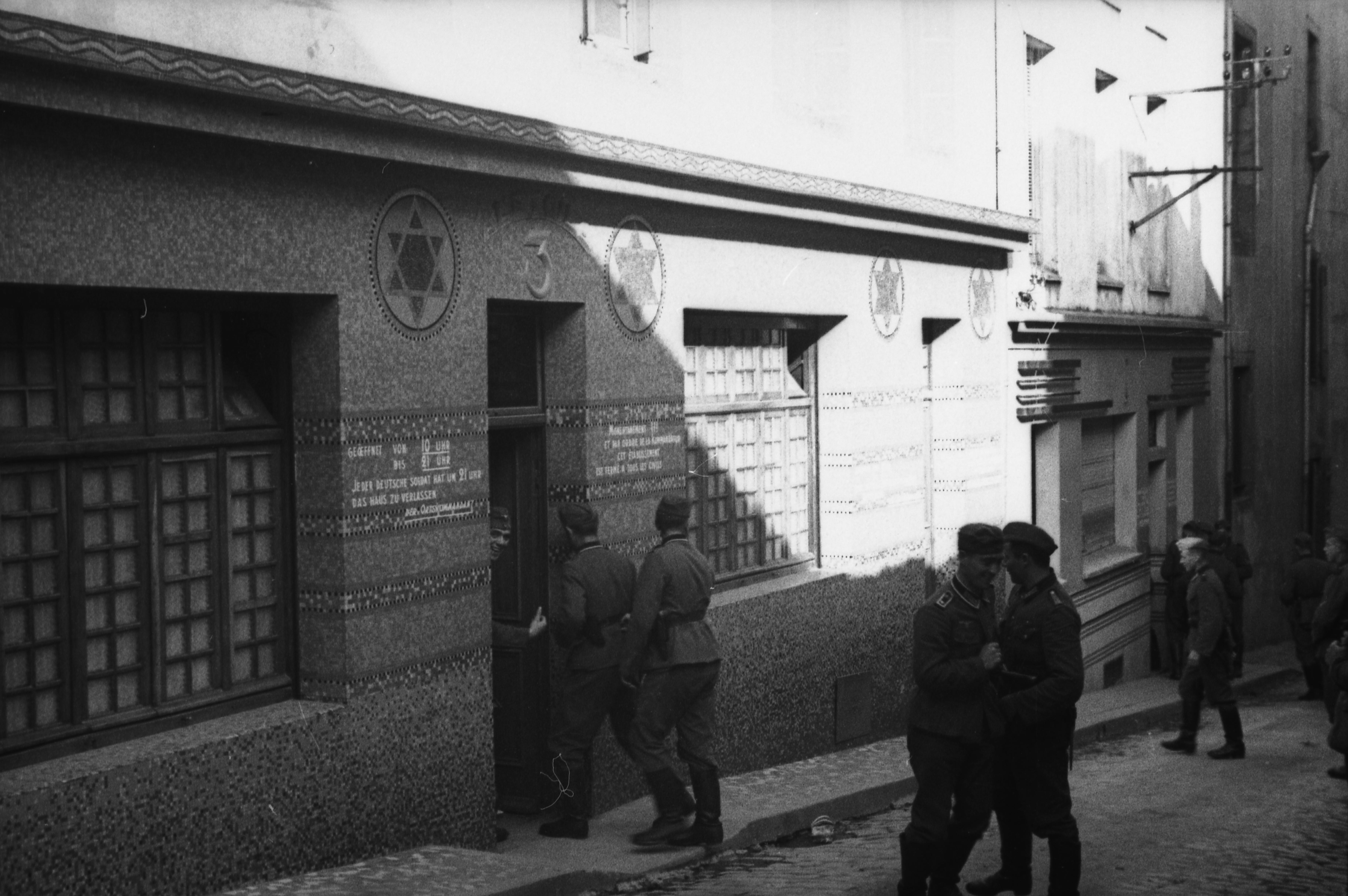
Військовий бордель (Soldatenbordell) у Бресті, Франція, розташований у приміщенні колишньої синагоги

Під час німецької окупації було запроваджено широко розповсюджену систему сексуального рабства (примусова проституція). Вермахт також утримував борделі, де жінок змушували працювати. Причиною створення цих борделів був страх німецьких чиновників перед венеричними захворюваннями та онанізмом (мастурбацією). Головний польовий лікар Вермахту (Oberfeldarzt der Wehrmacht) звертав увагу на "небезпеку поширення гомосексуалізму".
3 травня 1941 року Міністерство закордонних справ польського уряду у вигнанні в Лондоні опублікувало документ, в якому описувалися масові рейди, проведені в польських містах з метою захоплення молодих жінок, яких згодом змушували працювати в борделях, які відвідували німецькі офіцери і солдати.
У Радянському Союзі німецькі війська викрадали жінок для проституції; в одному зі звітів Міжнародного військового трибуналу зазначалося, що "в місті Смоленську німецьке командування відкрило в одному з готелів бордель для офіцерів, в який загнали сотні жінок і дівчат; їх безжально тягли вулицею за руки і за волосся".
На Нюрнберзькому процесі нікого не було притягнуто до відповідальності за зґвалтування чи інше сексуальне насильство; зґвалтування було визначено як злочин проти людяності, але прокурори вважали, що такі злочини не мають "жодного зв'язку з війною".

## Експерименти над людьми

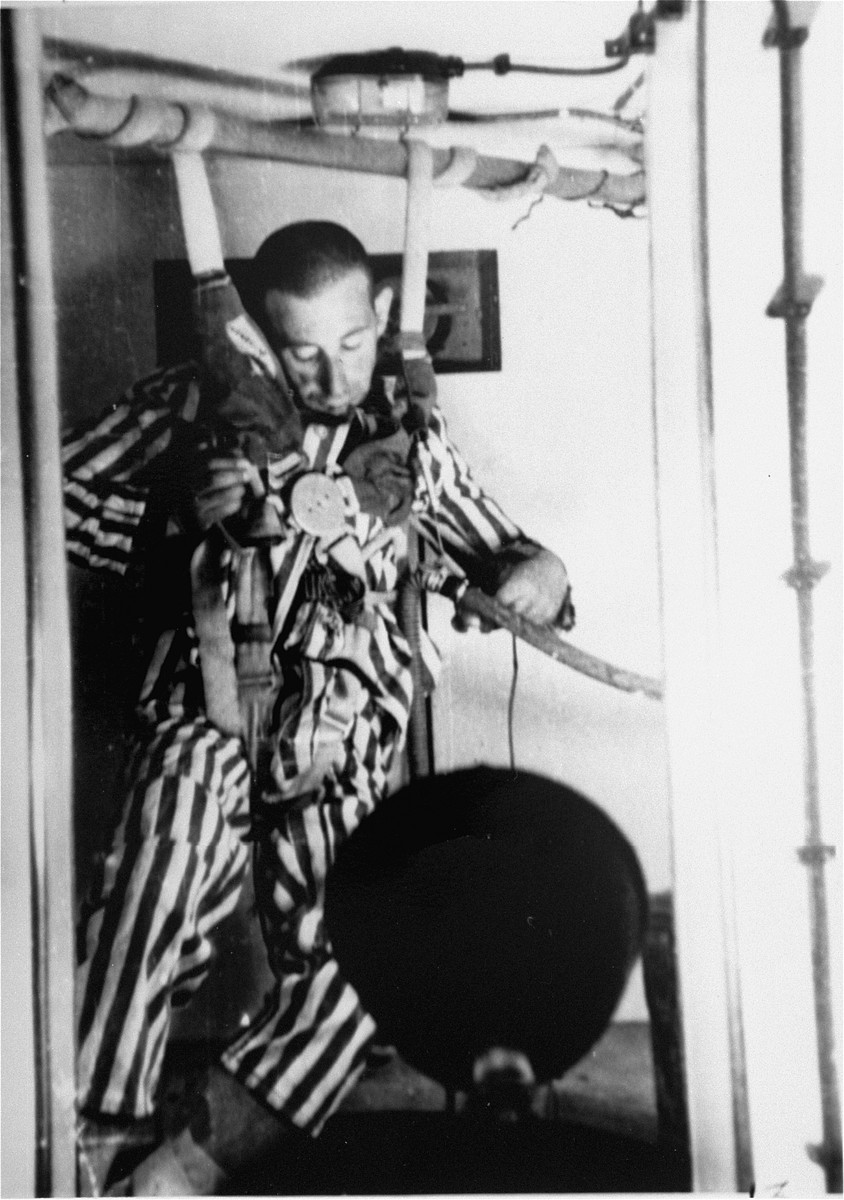
Жертва втрачає свідомість під час експерименту з розгерметизації в Дахау, проведеного лікарем Люфтваффе Зігмундом Рашером, 1942 рік

Протягом усієї війни Німеччина проводила численні експерименти над в'язнями та військовополоненими. Вермахт мав повну інформацію про ці експерименти і проводив деякі з них самостійно. Він надавав допомогу в їх проведенні:
- Випробування на великій висоті
- Вживання морської води
- Заморожування людського тіла
- дослідження висипного тифу.

У багатьох випадках піддослідних, навіть якщо вони виживали, згодом вбивали, щоб вивчити будь-які зміни в їхніх тілах, що сталися під час експерименту.
Приклади експериментів, які проводив Вермахт, включають
- Експерименти над гомосексуалістами: Лікарі Вермахту хотіли "вилікувати" гомосексуальність за допомогою гормональної терапії та відправлення гомосексуалів у бій.
- Експерименти над в'язнями в Аушвіц-Біркенау, які проводив лікар Еміль Кашуб. Кашуб походив з Верхньої Сілезії і був прапорщиком Вермахту (він не був членом СС). Він проводив експерименти на кінцівках в'язнів середнього та молодого віку; їх навмисно заражали різними токсичними речовинами, які викликали виразки, абсцеси та біль. Стан пацієнтів Кашуб фотографував кожні кілька днів і збирав рідину з їхніх ран. Ймовірним мотивом цих експериментів було з'ясувати, як солдати викликають у себе хвороби, щоб уникнути служби у Вермахті.
- У серпні 1941 року штаб-лікар Шостої армії Герхарт Паннінг дізнався про захоплені російські думські кулі, які використовували єврейські військовополонені. Щоб визначити вплив цього типу боєприпасів на німецьких солдатів, він вирішив випробувати їх на інших людях, попросивши штандартенфюрера СС (полковника) і члена СД Пауля Блобеля надати йому кілька "піддослідних кроликів" (єврейських військовополонених).

## Біологічна війна
Під час війни представники Вермахту намагалися вплинути на рішення Гітлера вивчати біологічну війну лише з точки зору оборони. Керівник наукового відділу Вермахту Еріх Шуман переконував фюрера, що "Америка повинна бути атакована одночасно різними збудниками епідемій людей і тварин, а також шкідниками рослин". Були підготовлені лабораторні дослідження для використання чуми, сибірської виразки, холери і черевного тифу. Також вивчалася можливість використання ящуру проти Британії.

## Післявоєнні погляди

### Еволюційний Аналіз
Високопоставлені офіцери Вермахту постали перед судом за воєнні злочини. Головнокомандувач вермахту фельдмаршал Вільгельм Кейтель і начальник оперативного штабу Альфред Йодль були звинувачені і засуджені за військові злочини Міжнародним військовим трибуналом в Нюрнберзі 1945-1946 роках. Вони були визнані винними за всіма пунктами обвинувачення, засуджені до смертної кари і страчені через повішення, хоча Йодль був виправданий посмертно через сім років. Хоча трибунал визнав, що гестапо, СД і СС (включно з Ваффен-СС) за своєю суттю були злочинними організаціями, суд не дійшов такого ж висновку щодо Генерального штабу і верховного командування Вермахту.
Нюрнберзький процес наприкінці Другої світової війни спочатку розглядав питання про те, чи слід судити вище командування Вермахту. Однак Верховне командування збройних сил (ОКВ) не було визнано злочинною організацією на тій підставі, що через дуже погану координацію між командуванням німецької армії, флоту і військово-повітряних сил, які під час війни діяли як більш-менш відокремлені одиниці, ОКВ не становило "організації", як це визначено статтею 9 Статуту Міжнародного військового трибуналу (МВТ), який проводив Нюрнберзькі процеси. Це питання юридичного визначення було неправильно витлумачене німецькими ветеранами Другої світової війни та іншими особами як таке, що Міжнародний військовий трибунал постановив, що ОКВ не була "злочинною організацією", оскільки Вермахт не вчиняв воєнних злочинів.
Переслідування воєнних злочинів у 1950-х роках втратило динаміку через загострення холодної війни; обидві німецькі держави потребували створення збройних сил, а це неможливо було зробити без підготовлених офіцерів і солдатів, які служили у Вермахті. Німецька історіографія 1950-х років розглядала воєнні злочини німецьких солдатів як виняткові, а не звичайні; солдати вважалися жертвами нацистського режиму. Сліди такого ставлення можна побачити в деяких німецьких працях і сьогодні, які мінімізують кількість солдатів, що брали участь у нацистських злочинах. Це було особливо актуально, оскільки німецька громадськість у найближчий післявоєнний період була більш зацікавлена в тому, щоб бачити жертвами себе, а не інших. Таким чином, тема звірств Червоної армії проти німецького цивільного населення у 1944-45 роках отримала набагато більший суспільний та історичний інтерес у 1950-х роках, ніж тема звірств Вермахту проти радянського цивільного населення у 1941-44 роках.
Крім того, операція "Барбаросса" зображувалася в Німеччині як "превентивна війна", до якої Німеччину змусив напад Радянського Союзу, нібито запланований на липень 1941 року. Це твердження було широко поширене в Рейху під час війни і було настільки популярним, що навіть у 1950-х роках деякі західнонімецькі історики продовжували стверджувати, що операція "Барбаросса" була "превентивною війною". В результаті такого погляду на операцію "Барбаросса", для багатьох німців насильство, вчинене Вермахтом над радянськими цивільними та військовополоненими, розглядалося як щось, що Радянський Союз сам накликав на себе, а отже, і відсутність будь-якої провини з боку багатьох німців. Пріоритети часів холодної війни і табу на перегляд найбільш неприємних аспектів Другої світової війни означали, що роль Вермахту у воєнних злочинах не була серйозно переосмислена до початку 1980-х років.
У своїх мемуарах генерали німецької армії стверджували, що війна з їхнього боку була "чистою війною", що армія воювала завдяки шляхетним пруссько-німецьким традиціям, патріотизму і глибокому почуттю честі та обов'язку, і що націонал-соціалізм практично не мав впливу на армію. За цією версією, майже всі німецькі воєнні злочини були справою рук СС, а будь-які "ексцеси", скоєні армією, були лише результатом довгої і запеклої війни і нічим не відрізнялися від воєнних злочинів союзників. Дуже типовими були твердження одного піхотного командира, який у своїх мемуарах стверджував, що всі бої, в яких брали участь його підлеглі, були "завжди чесними, хоча й важкими та запеклими". Таким твердженням широко вірили не лише в Німеччині, але й за кордоном, а британський військовий історик капітан Бейзіл Лідделл Харт писав, що "німецька армія на полі бою в цілому дотримувалася правил ведення війни краще, ніж у 1914-18 роках".
11 грудня 1979 року західнонімецька телевізійна програма "Репортаж" показала документальний фільм під назвою "Злочини Вермахту у Другій світовій війні". Реакція громадськості була майже в переважній більшості негативною, а ветерани Другої світової війни очолили кампанію за звільнення продюсера "Репортажу" за "наклеп" на німецьких солдатів. І це незважаючи на те, що, як писав у 1989 році німецький історик Юрґен Ферстер, продюсери документального фільму доклали всіх зусиль, щоб бути чесними та неупередженими.

У 1986 році німецький історик Ганс Моммзен написав про роль Вермахту під час націонал-соціалізму:
Керівництво Вермахту досить охоче зробило себе співучасниками політики винищення. Воно робило це, генеруючи "злочинні накази" та втілюючи їх у життя. Воно аж ніяк не просто пасивно підтримувало реалізацію своєї концепції, хоча певне небажання з міркувань військової дисципліни та кількох поодиноких протестів все ж існувало. Конструювання "причинно-наслідкового зв'язку" між усім цим фактично означає відхід від вирішальної відповідальності військового керівництва і бюрократичної еліти.
Британський історик Ян Кершоу писав, що геноцид і крайня жорстокість, до яких вдавалися нацисти, були їхнім способом забезпечити Lebensraum ("життєвий простір") для людей, які відповідали суворим вимогам приналежності до гітлерівського Aryan Herrenvolk ("арійської вищої раси") і знищення слов'янського народу:
Нацистська революція була ширшою, ніж просто Голокост. Її другою метою було знищення слов'ян з Центральної та Східної Європи і створення "лебенсрауму" для арійців.... Як показує Бартов ("Східний фронт; Гітлерівська армія"), вона варваризувала німецькі армії на східному фронті. Більшість з їхніх трьох мільйонів чоловік, від генералів до рядових солдатів, допомагали винищувати полонених слов'янських солдатів і цивільне населення. Іноді це було холодне і навмисне вбивство окремих людей (як у випадку з євреями), іноді - загальна жорстокість і нехтування.... Листи та спогади німецьких солдатів розкривають їхні жахливі міркування: Слов'яни були "азійсько-більшовицькою" ордою, нижчою, але загрозливою расою.
У 1989 році британський історик Річард Еванс писав, що від самого початку війни проти Радянського Союзу Вермахт вів війну-геноцид, яка відрізнялася "надзвичайною жорстокістю і варварством". Еванс зазначив, що офіцери Вермахту вважали росіян "недолюдьми", з часів вторгнення в Польщу в 1939 році говорили своїм військам, що війна викликана "єврейськими паразитами", і пояснювали військам, що війна проти Радянського Союзу - це війна за знищення тих, кого по-різному називали "єврейськими більшовицькими недолюдьми", "монгольськими ордами", "азійським потопом" і "червоним звіром".
Такі погляди допомагали пояснити, чому 3 300 000 з 5 700 000 радянських військовополонених, захоплених німцями, померли в полоні. У 1992 році Омер Бартов зазначив, що три лідери "нового ревізіонізму" в німецькій історії, які спричинили "Історіографічний рух" кінця 1980-х років, так чи інакше прагнули створити образ Вермахту як сили добра і зобразити Вермахт радше як жертву союзників, ніж як жертву народів Європи, пише про "химерну інверсію ролей Вермахту, запропоновану всіма трьома представниками нового ревізіонізму, в результаті якої явно чи неявно армія перетворюється з винуватця на рятівника, з об'єкта ненависті і страху на об'єкт співчуття і жалю, з віктимізатора на жертву". Зокрема, Бартов зазначив, що
- Географічна інтерпретація німецької історії Міхаеля Штюрмера означала, що "місія" Німеччини в Центральній Європі полягала в тому, щоб служити оплотом проти слов'янської загрози зі Сходу в обох світових війнах.
- Аргумент Ернста Нольте про "причинно-наслідковий зв'язок" націонал-соціалістичного геноциду як логічної, хоча й екстремальної відповіді на жахи комунізму призвів до того, що злочини Вермахту в Радянському Союзі були зображені як по суті виправдані. Це тим більше справедливо, що Нольте наполягав на тому, що операція "Барбаросса" була, як стверджував Гітлер, "превентивною війною", а це означає, що для Нольте воєнні злочини Вермахту зображувалися як оборонна відповідь на загрозу, яку становили для Німеччини "азійські орди".
- Заклик Андреаса Хіллгрубера до істориків "ідентифікувати" та "співпереживати" німецьким військам, що воювали на Східному фронті в 1944-45 роках, неявно знецінював життя тих, хто страждав і вмирав під час Голокосту, якому було дозволено тривати частково тому, що німецькі війська протрималися так довго.

Бартов пише, що всі троє істориків у різний спосіб намагалися виправдати і приховати воєнні злочини Вермахту, зображуючи його героїчною битвою за західну цивілізацію, часто використовуючи ту ж мову, що й нацисти, наприклад, називаючи Червону армію "азійськими ордами". Бартов підсумував, що такого роду аргументи відображають ширше небажання частини німців визнати те, що їхня армія робила під час війни. У 1998 році історик Юрген Фьорстер писав, що занадто довго більшість людей приймали за чисту монету корисливі заяви таких генералів, як Еріх фон Манштейн і Зігфрід Вестфаль, чиї мемуари просували міф про чистий Вермахт, уявлення про те, що Вермахт був високопрофесійною, аполітичною силою, а його генерали були жертвами Адольфа Гітлера, а не його послідовниками.
Насправді Вермахт відіграв ключову роль у Голокості у Східній Європі та інших воєнних злочинах. Твердження, що після війни Вермахт був "незаплямованим щитом", армія якого стояла якось окремо від режиму, якому вона так віддано служила, було міфом, який жоден серйозний історик не сприймав всерйоз з 1980-х років.
У 2019 році історик Девід В. Вільдермут зазначив, що хоча міф про "чистий Вермахт" був значною мірою розвіяний серед істориків, він зберігає свою популярність серед широкої громадськості. Він припустив, що причиною цього є те, що було опубліковано мало тематичних досліджень, які ідентифікують конкретні підрозділи, причетні до воєнних злочинів.

### Зображення на плівці
У своєму есеї "Целулоїдні солдати" 2004 року про повоєнні німецькі фільми ізраїльський історик Омер Бартов писав, що німецькі фільми 1950-х років показували середньостатистичного німецького солдата як героїчну жертву: благородного, витривалого, хороброго, чесного і патріотичного, який завзято бореться у безглуздій війні за режим, який йому не був до вподоби. Трилогія фільмів "08/15" 1954-55 років розповідає про чутливого молодого німецького солдата на ім'я Аш (Йоахім Фуксберґер). У фільмі жодного разу не згадується про геноцидні аспекти війни Німеччини на Сході, натомість німецькі солдати показані як жертви війни, причини якої вони не можуть збагнути. Бартов прокоментував, що з огляду на інтенсивну індоктринацію у Вермахті про те, що війна проти Радянського Союзу була війною за знищення "жидо-більшовизму", Аш напевно знав би, за що вони воювали.
Війна на Східному фронті зображувалася таким чином, що всі, хто воював у ній, були однаковою мірою жертвами, але оскільки у фільмах про 08/15 увага зосереджена на підрозділі, яким командував Аш, неминуче складається враження, що саме німецькі солдати були головними жертвами війни. Термін 08/15 означає тип німецького кулемета, який використовувався у Першій світовій війні і був виготовлений у таких кількостях, що "08/15" (нім. Nullachtfünfzehn) став сленгом німецької армії, що означав "все, що завгодно", а це означає, що Аш і солдати під його командуванням були повсякденними персонажами війни на Східному фронті. У фільмі "Лікар зі Сталінграда" (нім. Der Arzt von Stalingrad) 1958 року, присвяченому німецьким військовополоненим у Радянському Союзі, німці зображені більш цивілізованими, гуманними та розумними, ніж радянські війська, які здебільшого показані як монгольські дикуни, що жорстоко поводилися з німецькими полоненими.
Бартов писав, що зображення радянських охоронців як переважно азіатів демонструє тривожну спорідненість з нацистською пропагандою часів війни, де Червону армію часто описували як "азійську орду". Постійною темою "Артиста Сталінграда" є те, що німецькі солдати були покарані за злочини, яких вони не скоювали. У фільмі 1959 року "Hunde, wolt ihr ewig leben?" ("Собаки, ви хочете жити вічно?"), присвяченому Сталінградській битві, основна увага приділяється відзначенню героїзму німецьких солдатів у цій битві, які показані як такі, що відважно тримаються всупереч переважаючим обставинам, без жодної згадки про те, за що ці солдати боролися, а саме за націонал-соціалістичну ідеологію або Голокост. Бартов зазначив, що ці фільми створюють чітке враження, що пересічний німецький солдат, який воював на Східному фронті, був героєм, гідним найвищого захоплення.
У цей період також з'явилася низка фільмів, які зображували військовий опір Гітлеру. У фільмі "Генерал диявола" ("Des Teufels General") 1954 року Бартов коментував, що в цьому фільмі німецький офіцерський корпус показаний як група принципово благородних і чесних людей, яким довелося служити зловісному режиму, що складався з невеликої банди гангстерських невдах, абсолютно не репрезентативних для німецького суспільства, що слугувало виправданням як офіцерського корпусу, так і, відповідно, німецького суспільства.
Бартов також писав, що німецькі кінематографісти полюбляли показувати героїчний останній бій 6-ї армії під Сталінградом, але жоден з них досі не показав масову співпрацю 6-ї армії з айнзацгрупами у вбивствах радянських євреїв у 1941 році під час її маршу через Україну. Крім того, Бартов зазначив, що німецькі фільми, як правило, зосереджуються на стражданнях 6-ї армії під час Сталінградської битви та після неї, не замислюючись над тим, що саме німці вторглися до Радянського Союзу, а росіяни боролися, щоб захистити свою країну.
Лише в документальному фільмі Рут Бекерманн "Jenseits des Krieges" (у США вийшов у 1996 році під назвою "На схід від війни"), присвяченому реакції громадськості на виставку "Війна на винищення" у Відні 1995 року, німецький фільм визнав, що воєнні злочини Вермахту були звичайною справою, а не винятком із правил. Деякі ветерани у фільмі "Jenseits des Krieges" заперечували, що німецька армія взагалі вчиняла воєнні злочини, тоді як інші висловлювали полегшення від того, що нарешті правду було сказано. Один з критиків написав про ветеранів у "Jenseits des Krieges": "Деякі з них шкодують про свою жорстокість, тоді як інші виправдовують такі дії, як розстріли військовополонених, зґвалтування жінок і вбивства євреїв, як частину того, що очікували від солдатів".

### Виставка Вермахту
Виставка німецької армії (нім. Wehrmachtsausstellung) - назва двох виставок, присвячених воєнним злочинам Вермахту, скоєним на Східному фронті з 1941 по 1944 роки. Вони проходили з 1995 по 1999 рік в оригінальній формі та з 2001 по 2004 рік у переробленому вигляді. Виставки були організовані Ганнесом Хеєром і відвідали понад 33 німецькі та австрійські міста. Вони відіграли важливу роль у руйнуванні міфу про чистий Вермахт у Німеччині.

### Виставка Вермахт у Польщі в 1939 році
Виставка "Вермахт" охоплювала лише німецьку присутність у Радянському Союзі між 1941 та 1945 роками і не включала німецьку окупацію Польщі після вересня 1939 року. Польська виставка "Größte Härte... Verbrechen der Wehrmacht in Polen September/Oktober 1939", спільна робота Польського інституту національної пам'яті та Німецького історичного інституту у Варшаві, була представлена 1 вересня 2004 року в Польщі. Німецька версія була представлена у 2005 році. Її було заплановано показати в Нюрнберзі в Центрі документації місць збору нацистської партії з 1 вересня 2007 року до початку 2008 року.

## Аналіз фотографій та Листів

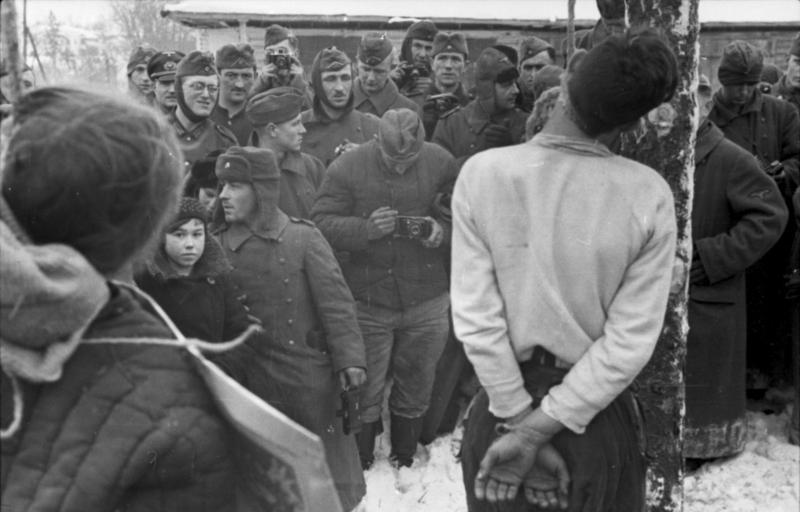
Німецькі солдати фотографують повішення громадян СРСР, звинувачених у партизанстві

Ставлення німецьких солдатів до звірств, скоєних над євреями та поляками під час Другої світової війни, також вивчалося за допомогою фотографій та листування, що залишилися після війни. Фотографії слугують цінним джерелом знань; фотографувати та створювати альбоми про переслідування євреїв було популярним звичаєм серед німецьких солдатів. Ці фотографії не є офіційною пропагандою німецької держави, а відображають особистий досвід. Їхнє загальне ставлення - антисемітське.
Німецькі солдати, а також поліцейські фотографували страти, депортації, приниження та знущання над євреями, яких зазнавали і вони самі. На думку дослідників, фотографії свідчать про згоду фотографів на вчинені знущання та вбивства. "Ця згода є результатом декількох факторів, включаючи антисемітську ідеологію і тривалу, інтенсивну індоктринацію". Архівні свідчення реакції на політику расового винищення можна також простежити в різних листах, що збереглися після війни. Багато з цих архівних листів від солдатів Вермахту часто відображають інтенсивну індоктринацію, якій піддавалися солдати. Наступна цитата взята з листа, написаного унтер-офіцером Вермахту, який писав додому з російського фронту в 1941 році:
Німецький народ глибоко в боргу перед фюрером, бо якби ці тварини, наші вороги тут, дісталися Німеччини, то сталися б такі вбивства, яких світ ще не бачив... Жодна газета не може описати те, що ми бачили. Це межує з неймовірним, і навіть середньовіччя не йде в порівняння з тим, що тут відбувалося. Читання Der Stuermer і перегляд його фотографій дають лише обмежене враження про те, що ми тут бачили, і про злочини, скоєні тут євреями..
Джудіт Левін і Даніель Узіель стверджують, що такий тип письма і думок був дуже поширеним у листуванні німецьких солдатів, особливо на Східному фронті. Інші зразки листів німецьких солдатів були надіслані додому і скопійовані під час війни спеціальним польським осередком Армії Крайової, який проник у німецьку поштову систему. Ці листи були проаналізовані істориками, і картина, яку вони змальовують, схожа на погляди, висловлені Левіним та Узіелем. Багато солдатів відкрито писали про винищення євреїв і пишалися цим. Підтримка концепцій "untermensch" та "вищої раси" також була частиною поглядів, які висловлювали німецькі солдати. Представлені приклади, що відображають цю тенденцію, включають такі зразки, як
Я один з тих, хто зменшує кількість партизанів. Я ставлю їх до стіни, і кожен отримує кулю в голову, дуже весела і цікава робота.

...Моя точка зору: цей народ заслуговує тільки на кнаут, тільки ним їх можна виховати; частина з них це вже пережила, інші все ще намагаються чинити опір. Вчора я мав можливість побачити 40 партизанів, чого я ніколи раніше не бачив. Я переконався, що ми - господарі, інші - untermenschen.
Існує набагато більше свідчень таких тенденцій і думок серед солдатів Вермахту, які є предметом дослідження істориків.
Історики, відповідальні за виставку, припускають, що антисемітський клімат і пропаганда в нацистській Німеччині мали величезний вплив на все населення і підкреслюють важливість індоктринації.

## Див.також
- Хронологія Терору
- Міф про чистий Вермахт
- Відповідальність командного складу
- Воєнні злочини Німецької Імперії та Третього Рейху
- Воєнні злочини нацистів
- Нацистські концентраційні табори
- Список особового складу країн Осі, звинувачених у військових злочинах
- Список основних винуватців Голокосту
- Список дивізій вермахту і Ваффен-СС, які вчинили військові злочини в Італії

## Список Літератури